# كيرن بيرغن
كيرن بيرغن (بالإنجليزية: Kieran Bergin)‏ هو لاعب قذف أيرلندي، ولد في 23 يناير 1986 في كلونمل ‏ في جمهورية أيرلندا.